# آئروفلوت-پلاس
آئروفلوت-پلاس (به انگلیسی: Aeroflot-Plus) یک شرکت هواپیمایی با کد یاتا P3 است که در تاریخ ۱۹۹۶ میلادی تأسیس شده‌است. دفتر مرکزی آئروفلوت-پلاس در فرودگاه بین‌المللی شرمتیوو، مسکو واقع شده‌است و قطب این شرکت هواپیمایی در فرودگاه بین‌المللی شرمتیوو، مسکو قرار دارد.